# Plenterslag

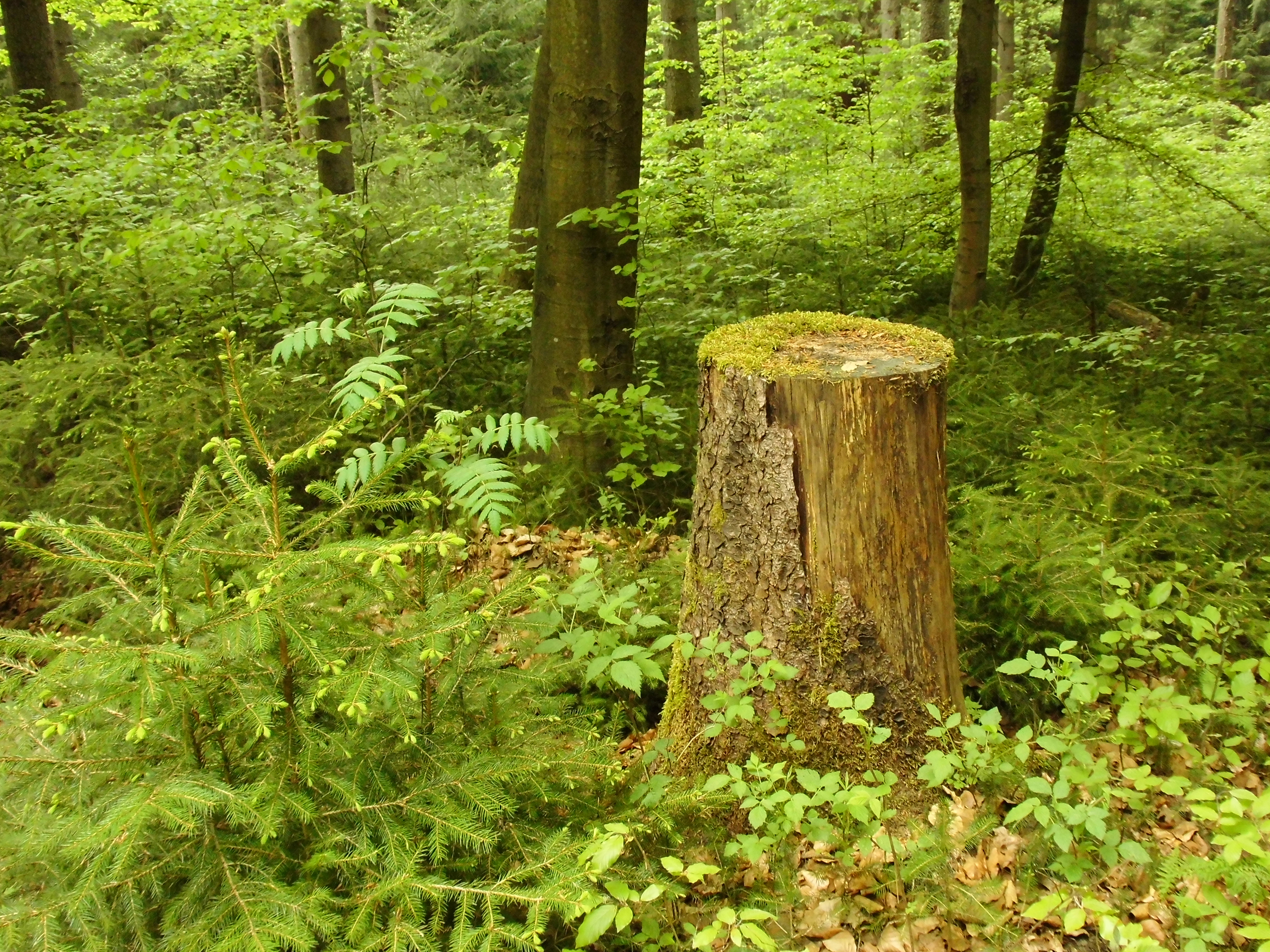
Een gemengd plenterbos in Duitsland.

Plenterslag, plenterkap of plentering is een wijze van houtoogst in bossen waarbij door periodieke velling van individuele bomen, in alle diameterklassen en verspreid over de hele opstand, continue natuurlijke verjonging kan plaatsvinden. Een bos dat wordt beheerd met plenterslag wordt een plenterbos genoemd. De vellingen in plenterbossen vinden op regelmatige tijdstippen plaats (bijvoorbeeld om de 8 jaar).

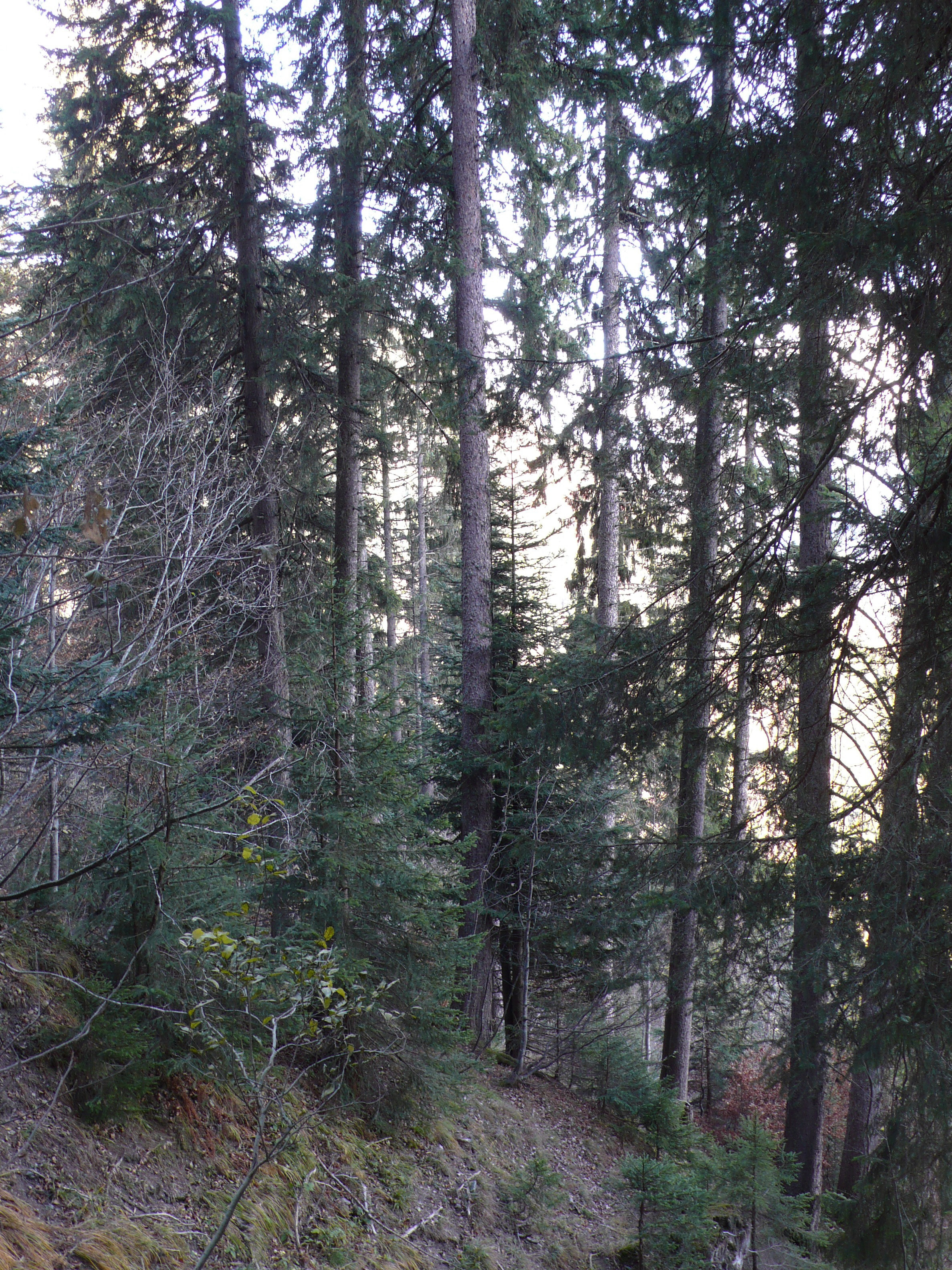
Een hellingbos in Frankrijk, beheerd met plenterslag.

## Voordelen
Plenterslag is in het bijzonder geschikt om te werken met natuurlijke verjonging, vanwege de beschikbaarheid van de zaadbank in de directe nabijheid. Door het constante behoud van de opstand blijft de groeiplaatsproductiviteit en het bosklimaat intact en is de stabiliteit tegen windworp maximaal.

## Nadelen
Doordat bij plenterslag de vellingen verspreid over de gehele opstand plaatsvinden en de gevelde bomen doorgaans dwars door de opstand heen moeten worden gesleept, is het onvermijdelijk om schade (vel- en uitsleepschade) aan de opstand en de ondergroei aan te richten. Het is bij plenterslag daarom extra van belang om de vellingen en het uitslepen van de gevelde bomen voorzichtig en zorgvuldig uit te voeren. Tevens kan plenterslag niet worden gecombineerd met het begrazen van een bos door grote grazers.